# Леви, Мариана
Мариа́на Ле́ви Ферна́ндес (исп. Mariana Levy Fernández; 22 апреля 1966, Мехико, Мексика — 29 апреля 2005, там же) — мексиканская актриса, певица и телеведущая.

## Биография
Родилась 22 апреля 1966 года в Мехико (Мексика) в семье актрисы Талины Фернандес и Герардо Леви (Gerardo Levy Cerff, 1933—2006). Её мать — католичка, отец — еврей. У Марианы было два старших брата: Куко Леви и Патрисио Леви. Выросшая в артистической семье, она мечтала о карьере певицы или актрисы.
Её карьера началась ещё в 1980-е годы, когда Мариана попала в музыкальную группу «Fresas com crema», где её партнёрами стали Тоньо Маури, Оскар Бонфиглио, Андреа Лагеррета.
В 1982 году снялась в своей первой теленовелле «Vivir enamorada».
Снималась в таких известных телесериалах, как «Дикая Роза» (1987), «Перекрёстки» (1994) (главная роль - Патрисия), «Ложь во спасение» (1996) (главная роль - Каролина) и «Истинная любовь» (2003) и других. В сериалах Мариана играла роли доверчивых и несчастных девушек, часто это были роли второго плана.
На мексиканском телевидении Мариана Леви вела передачу «Наш дом».

### Последние годы жизни
39-летняя Мариана Леви 29 апреля 2005 года в Мехико увидела вооружённого пистолетом человека, предположительно собиравшегося напасть на неё. Во время рассказа об этом своей семье Мариана, страдавшая проблемами с сердцем, скончалась от инфаркта миокарда.
Президент Мексики Висенте Фокс выразил соболезнования семье актрисы и телезрителям, выступив по национальному телевидению.

## Личная жизнь
1988—1997 гг. Мариана была замужем за актёром Ариэлем Лопесом Падильей, у них родилась дочь Мария (28 марта 1996).
25 ноября 2000 года вышла замуж за актёра Хосе Марию Фернандеса и была за ним замужем до смерти, у них родилось двое детей, дочь и сын: Паула (19 января 2002) и Хосе Эмилио (7 июля 2004).

## Фильмография
- 1982 — Vivir enamorada — Вероника
- 1984 — Los anos felices — Нэнси
- 1986 — Martin Garatuza
- 1987 — Дикая Роза/Rosa Salvaje — Линда
- 1990 — Я покупаю эту женщину/Yo compo esa mujer — Химена
- 1991 — La picara sonadora — Лупита Лопес
- 1991 — En carne propia — Дулсе Оливия Монтенегро
- 1992 — Lo blanco y lo negro — Альма де Кастро
- 1994 — Перекрёстки/Caminos cruzados — Патрисия
- 1995 — La ultima esperanza — Эстелита
- 1996 — La vuela del aquila — Кармелита Ромеро Рубио
- 1996 — Ложь во спасение/Bendita Mentira — Каролина
- 1997 — Leonela/Leonela — Леонела
- 2000 — La casa en la playa — Элиза
- 2003 — Истинная любовь — Хосефина де Икаса